# Morten Thrane Brünnich
Morten Thrane Brünnich, född 30 september 1737 i Köpenhamn, död 19 september 1827 i Köpenhamn, var en dansk zoolog och mineralog. Han var son till konstnären Andreas Brünnich.
Han blev student 1757, cand.theol. 1760, men övergick därefter till att studera naturvetenskap och disputerade 1761 på avhandlingen Prodromus insectologiæ Siællandicæ. Han skrev entomologiska bidrag till |Erik Pontoppidans "Danske Atlas" (1763) och utgav samma år Eder-Fuglens beskrivelse. År 1764 utkom hans Ornithologia borealis och Entomologia, det första vetenskapliga zoologiska arbete som skrevs på danska.
År 1765 utnämndes han till lektor i ekonomi och naturalhistoria och inledde samma år en fyraårig studieresa i utlandet, under vilken han ägnade sig åt zoologi, mineralogi och gruvnäringen. Det zoologiska resultatet av denna resa publicerades i hans Ichthyologia massiliensis (1768). Kort före sin hemkomst blev han utnämnd till professor vid Köpenhamns universitet och verkade där ivrigt för inrättandet av ett naturhistoriskt museum (1770). År 1772 utgav han Zoologiæ fundamenta; men därefter förhindrades hans forskning en längre tid, då han beordrades att inträda i en kommission angående Kongsbergs silververk. 
År 1782 utkom första bandet av hans Dyrenes Historie og Dyresamlingen udi Universitetets Naturteater, men fortsättningen utkom aldrig, och såväl manuskriptet som hans bibliotek förstördes i Köpenhamns brand 1795. År 1784 utkom Litteratura Danica scientiarum naturalium, en förteckning över dansk naturalhistorisk litteratur, men redan 1789 tvangs han resa till Kongsberg, där han anställdes som bergshauptman och senare som direktör för silververket. Vid sin återkomst till Danmark 1814 återupptog han, trots sin höga ålder, sin litterära verksamhet och utgav 1819 Historiske Efterretninger om Norges Bjergværker. I sitt 89:e år publicerade han första delen av ett arbete om Kongsbergs silververk, men döden hindrade honom från att avsluta den andra delen.
Auktorsnamnet Brün. har i zoologiska namn länge varit en hänvisning till honom.